# FGF20
El factor de creixement de fibroblasts 20 (Fibroblast growth factor 20) és una proteïna que en els humans està codificada pel gen FGF20. La proteïna codificada per aquest gen és un membre de la família dels factors de creixement (FGF). Els FGFs desenvolupen una àmplia activitat mitogènica i activitats relacionades amb la supervivència de les cèl·lules, com ara el desenvolupament embrionari, el creixement cel·lular, la morfogènesi, la reparació de teixits, el creixement de tumors i la seva invasió.
L'FGF20, que s'expressa al cervell, va ser originalment identificat com un FGF preferentment expressat en la substància negra pars compacta (SNpc). Actua sobre les cèl·lules proximals millorant de forma significativa la supervivència de les neurones dopaminèrgiques mitjançat l'activació mitogènica de la via de la proteïna-cinasa (MAPK) a través del receptor Fgfr1c.

## Gen
En els humans, el factor de creixement 20 és codificat pel gen FGF20. Aquest gen funcional està situat al cromosoma 8, en concret a la regió 8p21.3-p22.
FGF20 té una mida de 9,34 kb i està format per tres exons i dos introns. L'exó 1 té una mida de 419 bp, el 2 una mida de 104 bp i el 3, de 493 bp. Pel que fa als introns, el primer, situat entre l'exó 1 i el 2 ocupa 5988 bp i el segon, situat entre l'exó 2 i el 3, 2338 bp.
Cal mencionar que la seqüència del gen humà FGF20 es va trobar a partir de la seva homologia amb el gen XFGF20 de l'espècie Xenopus laevis.
| EXÓ O INTRÓ | MIDA (bp) | SEQÜÈNCIA DE NUCLEÒTIDS  |
| ----------- | --------- | ------------------------ |
| Exó 1       | >419      | 5’-UTR....GCCTCRRCG      |
| Intró 1     | 5988      | gtacgtacta....acatatgcag |
| Exó 2       | 104       | GTATCTTGGA....CTATGGATCA |
| Intró 2     | 2338      | gtacgtatta....tctctttcag |
| Exó 3       | >493      | GAGAAACTTA....3'-UTR     |

(La lletra en cursiva és utilitzada per denominar el gen FGF20 i distingir-lo de la proteïna que aquest codifica).

## Estructura
El factor de creixement de fibroblasts 20 humà està format per la unió de 211 aminoàcids, mentre que el de la rata té un aminoàcid més, 212 en total. El FGF20 humà i el de la rata coincideixen en un 95% dels seus aminoàcids.
| Seqüència FGF20 humà |
| --- |
| PLAEVGGFLGGLEGLGQQVGSHFLLPPAGERPPLLGERRSAAERSARGGPGA AQLAHLHGILRRRQLYCRTGFHLQILPDGSVQGTRQDHSLFGILEFISVAVGLVSI RGVDSGLYLGMNDKGELYGSEKLTSECIFREQFEENWYNTYSSNIYKH GDTGRRYFVALNKDGTPRDGARSKRHQKFTHFLPRPVDPERVPELYKDLLMYT |

Tots els FGFS fins ara reportats, inclòs el FGF20, comparteixen un domini central comú d'aproximadament 120 aminoàcids amb una estructura terciària compartida per tots ells. Aquest domini central comú està format entre d'altres pels següents aminoàcids: Met¹, Leu4, Pro28, Gly62, Leu69, Tyr70, Gly74, Leu77, Gly83, Leu98, Val108, Ile110, Tyr118, Met121, Gly125, Leu127, Cys137, Phe139, Glu141, Tyr148, Tyr151, Ser153, Gly173, Gly178, Phe190 i Pro192.
Pel que fa a l'estructura de FGF20, en el seu domini central hi ha una regió hidròfoba forta i una regió hidrofòbica feble en l'extrem N-terminal, encara que no hi ha cap seqüència de senyal N-terminal típica en FGF20.
En referència a l'homologia del FGF20 amb altres factors de creixement, l'anàlisi filogenètic indica que el més homòleg a FGF20 és FGF9 i que el segon factor de creixement que més s'hi assembla és FGF16, tal com mostren els següents percentatges:
- Identitats total d'aminoàcids entre FGF20, FGF9 i FGF16

- FGF20 vs FGF9: 71,6%
- FGF20 vs FGF16: 66,2%
- FGF9 vs FGF16: 72,4%

- Identitats del aminoàcids del domini central:

- FGF20 vs FGF9: 76%
- FGF20 vs FGF16: 71%
- FGF20 vs FGF16: 78%

Cal mencionar que les identitats dels aminoàcids del domini central del FGF20 amb els dominis centrals d'altres factor de creixement diferents de 9 i 16 són inferiors al 50%.
Tenint en compte les dades presentades, pel que fa als FGFs dels mamífers, FGF20, FGF9 i FGF16 constitueixen una subfamília. Igual que s'ha comentat anteriorment sobre FGF20, se sap que FGF9 i FGF16 tampoc contenen la seqüència típica de senyalització N-terminal. Tot i l'absència d'aquesta senyal se sap que FGF9 és secretada eficientment fora la cèl·lula. Això és gràcies a un senyal atípic dintre de la seqüència d'aminoàcids N-terminal 28 i gràcies a la regió hidrofòbica del domini central, que són importants per la translocació de microsomes i la secreció de FGF9. Així doncs, degut a la similitud entre FGF9 i FGF20, es creu que aquest pot ser també el mecanisme que adopti FGF20 per ser secretat fora la cèl·lula.

## Funció

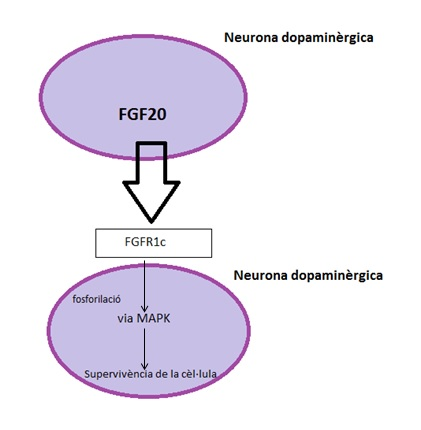
Esquema que representa la comunicació paracrina entre l'FGF20 i el seu receptor, FGFR1C

Una de les funcions que es coneix de l'FGF20 és promoure la supervivència de les neurones dopaminèrgiques mitjançant una interacció de tipus paracrina entre l'FGF20 i el seu receptor FGF Receptor 1c (FGFR1C).
El mecanisme que ho permet és el següent:
Fgfr1c s'expressa abundantment a les neurones dopaminèrgiques de la substància negra pars compacta i Fgf20 s'hi uneix amb gran afinitat. En unir-s'hi s'indueix la fosforilació de residus específics de tirosina que es troben al citoplasma, la qual cosa empeny l'activació de les vies de transducció de senyal citoplasmàtica. La major part de la senyalització d'FGF/FGFR-dependents són regulades per les vies d'activació mitogènica de la proteïna-cinasa (MAPK) i fosfolipasa-Cγ que són les que permetran la supervivència de les neurones dopaminèrgiques.

## Paper en la malaltia

### FGF20 i Parkison
El factor de creixement 20 s'ha relacionat amb la malaltia de Parkinson. En aquesta malaltia neurodegenerativa la inhabilitat de controlar el moviment de les persones que la pateixen s'ha vist atribuïda a una important pèrdua de les neurones dopaminèrgiques de la substància negra pars compacta. Veient la funció que té FGF20 en la supervivència d'aquestes neurones, diversos experiments han demostrat que la variabilitat genètica del FGF20 és un factor de risc de la malaltia.
En concret, es relaciona amb el risc de patir Parkinson un polimorfisme de nucleòtids simples (SNP) en un dels introns, i dos SNPs a la regió reguladora 3’. El primer, el SNP a la regió no codificant 3 de FGF20, pot ser un factor de risc per, ja que interromp un lloc d'unió del microRNA-433, incrementant així la traducció de FGF20 mRNA. Aquest increment de FGF20 mRNA està relacionat amb un increment de l'expressió de α-sinuclena, el principal component filamentós dels cossos de Lewy que defineixen el marc patològic de la malaltia de Parkinson.
A més, un altre factor de risc en la malaltia de Parkinson és la variabilitat genètica de la monoamina oxidasa B (MAOB), que també intervé juntament amb FGF20 en la ruta biològica de la dopamina. Variacions de polimorfismes d'un sol nucleòtid en MAOB i FGF20 demostren evidència d'interaccions entre aquestes i d'aquí que s'hagi remarcat la importància d'estudiar-les juntes en les anàlisis genètiques de la malaltia de Parkinson.
Cal mencionar també que s'han dut a terme diferents experiments en animals per analitzar el paper que podria tenir FGF20 en teràpies per al tractament de la malaltia de Parkinson. En aquests experiments realitzats a ratolins s'ha investigat amb les cèl·lules mare neuronals com a recurs cel·lular per trasplantaments restauratius en els malalts de Parkinson. Per promoure aquesta diferenciació cel·lular de les cèl·lules mare neuronals a neurones dopaminèrgiques, cal Nurr1 (uns factors de transcripció) a més d'altres components. FGF20 promou la diferenciació de cèl·lules Nurr1-NS a neurones dopaminèrgiques tot i que altres factors addicionals són necessaris per una diferenciació correcta i eficient.
A més, també s'ha demostrat que es poden utilitzar cèl·lules mare embrionàries i diferenciar-les a neurones dopaminèrgiques gràcies a la FGF20, cosa que conforma una altra teràpia per la malaltia de Parkinson. FGF20 actua sinèrgicament amb FGF2 per augmentar el nombre de neurones dopaminèrgiques en neuroesferes derivades de cèl·lules mare embrionàries de primats. Les neurones dopaminèrgiques generades a partir de cèl·lules mare embrionàries de primats van ser trasplantades en 1-metil-4-fenil-1, 2,3,6 - tetrahidropiridina-tractat (tractat amb MPTP), un model de primat de la malaltia de Parkinson. Els estudis de comportament funcional i de formació d'imatges van revelar que les cèl·lules dopaminèrgiques trasplantades funcionaven com neurones dopaminèrgiques i els símptomes neurològics induïts per MPTP estaven atenuats.

### FGF20 i la sordera
Se sap que una gran part de la pèrdua d'audició relacionada amb l'edat es deu a la pèrdua o dany de les cèl·lules ciliades externes de l'òrgan de Corti. Aquest és l'aparell de transducció mecanosensorial en l'oïda interna i es compon de tres tipus de cèl·lules diferents: les cèl·lules ciliades externes, encarregades d'amplificar el so, les cèl·lules ciliades internes, responsables de transmetre els senyals amplificats al cervell i les cèl·lules de suport.
S'han fet experiments que comproven que FGF20 té un paper important en la diferenciació d'aquestes cèl·lules ciliades externes en ratolins durant el desenvolupament embriològic. Si aquest gen no codifica la seva proteïna, FGF20, abans del dia 14 de la gestació, aquestes cèl·lules romanen indiferenciades i els ratolins apareixen sords des del naixement.
Aquests ratolins sense el gen FGF20 no tenen resposta de contracció de l'oïda a sorolls forts però si que tenen resposta auditiva del tronc encefàlic i els talls histològics de l'oïda interna d'aquests ratolins adults mostren un grau de desorganització en l'òrgan de Corti a causa de l'aturada en post mitosi de les cèl·lules precursores de les cèl·lules ciliades externes. Per contra les cèl·lules ciliades internes apareixen normals. Per tant, els ratolins no poden amplificar el so, però si que podrien enviar aquest so al cervell.
Encara que no s'ha investigat en humans, però com que els ratolins sense FGF20, són saludables i viables però congènitament sords, és probable que aquest gen sigui un candidat per la sordera hereditària en humans. A més pot ser un factor important per la reparació o regeneració de les cèl·lules sensorials en l'orella interna. La pèrdua d'aquestes cèl·lules és fins ara irreversible en els humans, a diferència d'amfibis i ocells que les poden tornar a fer créixer, però amb aquest gen es podria aconseguir una restauració auditiva que permetés sentir-hi de nou.